# Heteromys
Heteromys é um gênero de roedores da família Heteromyidae.

## Espécies
- Heteromys anomalus (Thompson, 1815)
- Heteromys australis Thomas, 1901
- Heteromys desmarestianus Gray, 1868
- Heteromys catopterius
- Heteromys desmarestianus Gray, 1868
- Heteromys gaumeri J. A. Allen & Chapman, 1897
- Heteromys nelsoni Merriam, 1902
- Heteromys nubicolens Anderson & Timm, 2006
- Heteromys oasicus Anderson, 2003
- Heteromys oresterus Harris, 1932
- Heteromys teleus Anderson & Jarrín, 2002